# Jurij Capenko
Jurij Jakovlevič Capenko (in russo Юрий Яковлевич Цапенко?; Alma-Ata, 25 luglio 1938 – 22 luglio 2012) è stato un ginnasta sovietico, dal 1991 kazako.

## Palmarès

### Olimpiadi
- 2 medaglie:
  - 1 argento (Tokyo 1964 nel concorso a squadre)
  - 1 bronzo (Tokyo 1964 nel cavallo con maniglie)